# BHF (Band)
BHF war eine österreichische Hardcore-Punk-Band, die 2007 in Wiener Neustadt gegründet wurde.

## Geschichte
BHF wurde 2007 von Andreas Wagner (Gitarre, Gesang), Franz Wagner (Bass, Gesang), Dominik Langer (Schlagzeug, Gesang) und Stefan Traper (Gesang) gegründet. Nach einigen lokalen Shows veröffentlichte man 2008 das erste Demo, auf dem überwiegend Deutsch gesungen wurde und dessen Sound noch eher dem Deutschpunk zugeordnet werden konnte.
2008 nahm die Band ihr erstes Studioalbum Profit über Menschen auf, das im Jahr 2009 im Rahmen einer kurzen Europa-Tour mit Shows in Ungarn, Serbien, Österreich und Deutschland veröffentlicht wurde. Anfang des Jahres 2010 verließ Stefan Traper die Band und man entschloss sich zu dritt weiterzumachen. Den Lead-Gesang übernahm ab diesem Zeitpunkt Andreas Wagner.
Ende 2010 ging man erneut ins Studio um die 7" Ingnorance is Bliss aufzunehmen. Die Musik der Band hat sich nach dem Ausstieg des bisherigen Sängers stark verändert. So wurden ab sofort überwiegend englische Texte geschrieben und der Sound erinnerte nun nicht mehr an die früheren Deutschpunk-Lieder, sondern ging mehr in Richtung Hardcore. Ignorance is Bliss erschien im Mai 2011 über das Wiener Neustädter Label Laserlife Records. Anschließend folgte eine zweiwöchige Europa-Tour. Auch 2012 ging die Band wieder auf Europa-Tour, diesmal jedoch ohne eine neue Veröffentlichung.
Ende 2012 begannen die Aufnahmen zum zweiten Studioalbum Shoplifting at Stock Markets im Wiener Neustädter Tape Attack Studio. In der Zwischenzeit kam Christian Hirsch als zweiter Gitarrist neu in die Band. Die Platte wurde am 24. Mai 2013 über Laserlife Records als CD und Vinyl veröffentlicht. Gleichzeitig startete die nächste Europa-Tour mit Shows in Österreich, Deutschland, Italien, Belgien, den Niederlanden und Großbritannien.
Im Dezember 2013 gab die Band auf Facebook den Ausstieg von Dominik Langer bekannt. Im März 2014 stieg Georg Wlk als neuer Schlagzeuger ein. Am 18. Oktober 2014 veröffentlichten BHF zwei neue Lieder unter dem Titel September. Beide Lieder handeln vom Militärputsch in Chile am 11. September 1973 und sind als Tape sowie als Poster inkl. digitalem Download erschienen.
Am 21. März 2017 kündigte die Band die Veröffentlichung ihres neuen Albums Days of Dissent für den 12. Mai 2017 an. Gleichzeitig wurde auch die Auflösung der Band nach zwei Abschiedskonzerten am 12. und 13. Mai 2017 bekanntgegeben. Am 13. Mai 2017 spielte die Band ihr letztes Konzert, welches im Triebwerk, Wiener Neustadt, stattfand.

## Stil
Die überwiegende Anzahl aller bisherigen BHF-Songs handelt von politischen Themen. Auf Shoplifting at Stock Markets beschäftigt sich die Band in dem Lied G184 zum Beispiel mit dem Putsch des damaligen haitianischen Staatspräsidenten Jean-Bertrand Aristide. In Fences in the Desert wird die restriktive Einwanderungspolitik der nördlichen Industrieländer thematisiert. In weiteren Songs spricht sich die Band gegen das Konzept des Nationalstaats, Eigentum, Kapitalismus und Rassismus aus.  

## Diskografie
- 2008: Demo (Eigenveröffentlichung)
- 2009: Profit über Menschen (Album; Eigenveröffentlichung)
- 2011: Ignorance is Bliss (7"; Laserlife Records)
- 2013: Shoplifting at Stock Markets (Album; Laserlife Records)
- 2014: September (Tape/Poster; Laserlife Records)
- 2017: Days of Dissent (Album; Laserlife Records)